# Sinapidendron rupestre
Sinapidendron rupestre är en korsblommig växtart som beskrevs av Richard Thomas. Lowe. Sinapidendron rupestre ingår i släktet Sinapidendron och familjen korsblommiga växter. IUCN kategoriserar arten globalt som akut hotad. Inga underarter finns listade i Catalogue of Life.